# Poèmes barbares
Poèmes barbares est un recueil de poèmes de Leconte de Lisle paru en 1862 pour regrouper des poèmes parus précédemment dans diverses revues littéraires. Le recueil a été réédité et augmenté plusieurs fois dans les années suivantes. Rattaché principalement au courant poétique du Parnasse, le recueil des Poèmes barbares regroupe des poèmes à sujets mythologiques ou historiques qui s'inspirent principalement de civilisations autres que les civilisations grecque et romaine dont Leconte de Lisle s'était inspiré pour ses Poèmes antiques. Le recueil Poèmes barbares contient certains des poèmes les plus connus de l'auteur, par exemple Le Manchy.

## Conception du recueil
Le recueil des Poèmes barbares forme avec les Poèmes antiques et les Poèmes tragiques une trilogie partageant la même esthétique. Leconte de Lisle y exprime indirectement ses idées républicaines ainsi que son athéisme, qui transparaît par exemple dans le poème « La paix des dieux », vision d'un charnier où reposent les divinités du passé, y compris Jésus : « Et tu sais désormais / Éveillé brusquement en face de toi-même, / Que ces spectres d’un jour, c’est toi qui les créais ».

### Édition du recueil
- Leconte de Lisle, Poèmes barbares, édition présentée et annotée par Claudine Gothot-Mersch, Paris, Gallimard, collection « Poésie », 1985.
- Leconte de Lisle, Poèmes barbares, Paris, Alphonse Lemerre Éditeur, 1882, 367 p. (BNF 12487165, lire en ligne)

### Article savant
- Jacqueline Lalouette, « De quelques aspects de l’athéisme en France au XIXe siècle », Cahiers d’histoire : revue d’histoire critique, n° 87, 2002, mis en ligne le 1er avril 2005, consulté le 1er juillet 2019. [lire en ligne]

## Sources bibliographiques
- Leconte de Lisle, Derniers poèmes, Paris, Alphonse Lemerre Éditeur, 1929, 256 p. (BNF 32362506, lire en ligne)